# ぼくと彼女に降る夜
『ぼくと彼女に降る夜』（ぼくとかのじょにふるよる）は、八街歩による日本のライトノベル。イラストは深崎暮人。富士見ファンタジア文庫（富士見書房）より2007年3月から2010年8月まで刊行された。
略称はいくつかあり、作者自身はあとがき内で「ボルヨル」と書き、文庫の帯やドラゴンマガジン内の記述では「ぼく夜」と書かれている。他にも非公式の略称で「トニフル」などがある。
キャッチコピーは、「静かな夜はもう来ない!清夢騎人・15歳、平凡な高校生。ある夜彼が誘い込まれた宴は、魔術師が戦い、頂点を極める殺し合いだった――!?」
ちなみに、二巻以降、各巻の帯には毎回違う人物からの推薦文が入っている。このような形式は富士見ファンタジア文庫の作品でも少数派である。

## あらすじ
15年間平凡を演じ続けてきた清夢騎人（すがむないと）の人生は、魔乖術士（まかいじゅつし）と名乗る魔術師達の戦いに巻き込まれる事で一変する。

## 登場人物

### ナイトとその周辺人物

#### ナイトとその仲間
清夢 騎人（すがむ ないと）
主人公。知力、体力ともに常人を上回るものを持っている。また子供のころ厳しい祖父に武道をしこまれ、その実力はプロの殺し屋と互角に渡り合えるほどである。だがその実力を隠して凡人のフリをして生きてきた。その理由は10年前に目立ちすぎてイジメの標的となったからであり、それがトラウマとなって実力を隠すようになった。
10年前にイジメが原因で落ち込んでいた時、「先生」と出会い、魔乖咒を習う。そのとき最強の魔乖咒である「滅」の第四咒法までを覚えるが、その記憶は「先生」によって封印され、本人は平凡な人間のフリをして十年間を生きていく。そして高校一年生の6月に魔乖術師のヨルと出会い、戦いを経験することで過去の記憶を取り戻し、ヨルと共に戦っていくことを決意する。
性格は当初斜に構えた態度が目立ったが、本当は自分の信じる正義を貫きたいという直情的な性格。だが真っ直ぐすぎる余り、搦め手を使う敵の罠にはまりやすい。年下の子供に懐かれやすく、本人も子供の面倒見がいいせいか、ヨルにロリコンと誤解された経験がある。
目立たないようにする為に伊達眼鏡を当初かけていたが、魔乖術師として生きていくことを決意した三巻のラスト以降は外している。両親は海外に赴任中。
祖父に剣術を学んだため、魔乖咒に対する免疫力を持っていた。そのために封印から漏れた源祖の魂に目をつけられ、器として利用される。八祖の血統ではないナイトが魔乖咒を使えたのは、それが原因。源祖の魂が抜け出たことで魔乖咒の力を失うが、その後始祖の助けで一部の魔乖咒を使うことができるようになる。祖父から再度剣術を学び、源祖との最終決戦では見事に打ち倒し、さらに先生でありアイリスにも勝ち、成長を遂げる。
後日談では、刀を片手に着の身着のままで世界を旅していると描写されている。
ナイトという名前の漢字表記は「騎士」と間違われやすいが、「騎人」と書くのが正式である。
ヨルミルミ・シュトレンベルグ
通称ヨル。「闇」を代表する魔宴参加者。「魔王の娘（マオウのムスメ）」の二つ名を持つ。リンツ出身のオーストリア人で金髪碧眼。日本には〈絢爛なる魔宴〉に参加するために来た。ナイトの家には会ったその日からホームスティしている。ナイトの親友達には「田中花子」という偽名を名乗っている。
父が前回の魔宴に優勝した「魔王」であり、その父を超えることを子供のころから周囲に期待されてきた。そのため父親に対して強いコンプレックスを持つ。魔乖術師としては優秀で、魔宴の優勝候補の一角に数えられるほどである。冷静な性格だが、かなりの負けず嫌いであり、一度興奮すると頭に血が上って墓穴を掘りやすくなる。普段はあまり感情を表に出さないが、実際はかなり根に持つ性格で執念深く、また嫉妬深くて独占欲の強い一面もある（今のところそのような態度を見せるのはナイトに対してだけだが）。
料理が得意。当初は味噌汁の作り方も知らなかったが、その後勉強して様々な和食も作れるようになった。ナイト邸の日々の食事の準備は彼女が行っている。和食が好きなようだが、朝食にはカイザーゼンメル（ドイツのパン）を食べないと元気が出ないらしい。日本語が達者な割に一部の日本の文化や風習には疎い傾向がある。
源祖との決着の後、シュトレンベルグ家の当主として家を建て直していく。ナイトとは内縁の関係と描写されている。
ファーストネームは「ヨルヨミル」と間違われやすいが、「ヨルミルミ」が正式である。
ナナ
「歪」の魔乖術師。「最高欠作（サイコウケッサク）」の異名を持つ。フルネームはナナリー・ナイン・ノエル・ナハト・ナフガルド・ノイエンシュバルツガルド・ナドハルテットヒャルスケッツェンイフナイスバルツヘェンシュデッケン。フルネームは長すぎて本人も覚えていない。
10歳前後の少女で「〜です」「ですです（肯定の意）」「です？（感嘆、疑問の意）」などが口癖。性格はかなりの天然でボケボケ。「グルメはどんなものでも美味しく食べられる好き嫌いのない人」等、微妙に間違った日本語をよく使う。時折鋭い洞察を見せることもあり、どこからが演技でどこまでが天然か、本人以外にはわからない。好物はパイナップルの缶詰。
「歪」の当主であるエリザベートに対して強い忠誠を誓っている。当初エリザベートの命令で魔宴参加者としてヨルを殺すために日本に来たが、ナイトを仲間と勘違いして共に行動する内に、ナイトに対しても同様の忠誠心を抱くことになる。最終的にエリザベートに捨て駒として使われて殺されるが、ヨルの力で復活。以降、ナイトたちと共に行動していく。
復活したとき、その体内にアイリスの魂を宿して蘇った。身体能力に関してはナイトを上回る非凡なものを持っているが、魔乖咒の才能はほぼ皆無。だが、本当は「最高欠作」としての能力なため（「最高欠作」＝人工魔王）常に魔力を自分の魔力許容量を広げるために使うため、魔力が無いのではなく。魔力がたまらず、才能がほぼ皆無のように見えるだけ（詳しくは五巻の316 - 319ページを参照）。
「先生（マイステリン）」
ナイトが小さい頃に魔乖咒を教わった人。「滅」のアイリス・マリア・ヘルブスト（後述）を参照。

#### ナイトの親友
佐藤 杏子（さとう あんず）
ショートカットの少女。（佐藤＝砂糖＝）シュガーというあだ名があるが本人は嫌がっている。声質はいいがシャウト系しか歌わないから活かしきれていない。ナイトに陰ながら想いを寄せている。
仁野 陣矢（じんの じんや）
ナイトの悪友。少しクセの強い髪を持つ。目立たない外見だが、行動力があるので顔が広い。ジンジャー（gingerつまり生姜）というあだ名があるが嫌がっている。

### 魔乖術師
魔乖術師（まかいじゅつし）とは、世界の裏側を支配する存在。魔乖咒を使うことができる。
魔乖術師は数十万単位の数が世界中に存在する。歴史の表に出ることはなく、太古の昔から時の権力者と結びつきながら、陰の世界に存在し続けてきた。
魔乖術師は「滅（メツ）」「闇（ヤミ）」「偽（ニセ）」「歪（ワイ）」「時（トキ）」「異（イ）」「無（ム）」「■」の八つの系統に分けられ、それぞれの系統の魔乖術師はそれぞれに対応した〈八祖の禍家〉によって支配されている。

#### 「滅」
ヘルブスト家によって支配されている。「滅」の魔乖咒は8つの系統の中で最も破壊力がある。だが強力な反面、力押ししかできないらしい。また、「滅」の魔乖咒には相手の防御を無効化する特殊効果がある。魔道書は「滅び逝く愚者どもの挽歌（ホロびイくグシャどものバンカ）」。
アイリス・マリア・ヘルブスト
「滅」を代表する魔宴参加者。「最強（サイキョウ）」の異名を持つ魔乖術師で、今回の魔宴における優勝候補の筆頭。10年前にナイトと出会い、ナイトに魔乖咒を教え、ナイトからは「先生（マイステリン）」と呼ばれている。
外見は長い銀髪を持つ、小学校高学年程度の少女。強力な魔乖咒を使い続けた負担から、金髪だった髪は白くなり、10年前にナイトと出会った時から体が成長していない。だが本気を出すときは、一時的に身長2メートル以上の成人女性の姿になる。
日本には「魔女猟人」の猟人として魔乖術師を殺す為にやってきたが、それは表向きで、実際は魔宴に勝ち抜く為に身分を隠す作戦だった。またその時は家の名前は伏せて「アイリス・マリア」とだけ名乗っていた。
前回の魔宴に父が出場したが、「闇」のヨーゼフに敗北して死亡。母親もその心労から死亡。そのために「闇」を憎んでおり、ヨーゼフの娘であるヨルに対して異常な敵愾心を見せる。
魔宴を戦う中、10年ぶりに再会したナイトと本気で殺し合う。その時アイリスが「先生」だと気づいていないナイトに倒される。その後自分を半殺しにしてしまって悲しむナイトを見て、ナイトに生きる希望を与えた後、自らナイトの手にかかることを望み、ナイトにトドメを刺される。だが、後にその人格が、ナナの体の中で目覚める。
魔宴の秘密や源祖の存在をある程度察しており、それが気がかりだったため、ナイトをサポートしつつ、影ながら見守る。その気がかりが解消された後、アイリスは満足して、ナイトの見守る中、静かに消え去っていく。
性格は冷静で、女性ながら紳士のような物腰をもつ。イラストレーターの深崎暮人曰く「ロリババァじゃなくて、ババァロリって感じ」。ナイトから愛の告白を受け、その告白に対する返事は口にしていないが、ナイトのことを気にかける言動が多々見られる。また、以前にエリザベートと何らかの因縁が有る模様。
アイリスの父
前回の魔宴に出場した。100年に一人の天才と呼ばれる魔乖術師だったが、「闇」のヨーゼフに敗れる。本名、詳細共に不明。

#### 「闇」
シュトレンベルグ家によって支配されている。「闇」の魔乖咒は回復蘇生が専門で、戦闘力は低い。魔宴ではヨーゼフが現れるまで、一度も優勝したことがなかった。魔道書は「闇淵の嘆願書（ヤブチのタンガンショ）」。
ヨルミルミ・シュトレンベルグ
ナイトとその仲間（前述）を参照
ヨーゼフ・ヴィント・シュトレンベルグ
ヨルの父。前回の魔宴に優勝して「魔王」となった魔乖術師。第五咒法も使用可能な一万年に一人の天才であり、「魔王」の中の「魔王」と呼ばれるほど優秀な男。本編では回想シーンなどでしか登場しないが、娘のヨルに対して冷淡な態度しか見せたことはない。
アルブレヒト・シュトレンベルグ
ヨルの祖父。「闇」シュトレンベルグ家の当主であり、魔宴を監視する中央審議会のメンバー。魔宴の秘密に気づき、ヨルを日本に向かわせた張本人。エリザベートの手によって殺される。
ヤミエルミ・シュトレンベルグ
「闇」の始祖。「始原の暗黒（しげんのあんこく）」と呼ばれる存在で、源祖の片腕。源祖からは「ヤミ」と呼ばれていた。ヨルの先祖であり、ヨルと見た目がとても似ている。
源祖に従い魔術師と戦ったが、戦後源祖とは意見が食い違うようになり、息子を源祖に殺されたことをきっかけに源祖と戦う。最終的に自らを生け贄に捧げることで源祖を封印するが、その封印が不測の事態で弱まることを予見し、自らの人格の一部を祭壇に埋め込むことで、子孫に情報を与えようとした。最後は源祖と争うことになってしまったが、本心では悔やんでいたらしく、せめて源祖に死後の安息を与えたいと願っていた。

#### 「偽」
フィッティヴァルホック家によって支配されている。諜報、情報活動、暗殺等がお家芸。「偽」は幻想の魔乖咒を得意としており、「偽」の魔乖術師はほぼ全員が暗殺者の訓練を受ける。フィッティヴァルホック本家は、ブラジルにあるらしい。魔道書は「見果てぬ虚偽の外典（ミハてぬキョギのガイテン）」。
ミハイル・ド・ロベルト・ダ・フィッティヴァルホック
「偽」を代表する魔宴参加者。「惑思なる千里眼（ワクシなるセンリガン）」の異名を持つ。気配を消してヨルの監視をすり抜けるほどの実力の持ち主で、「偽」の中でも当代随一と言われる優秀な魔乖術師。年齢は20歳そこそこ。浅黒い肌をしており、ドレッドヘアで顔にはミラーグラスをつけている。
ナイトとヨルが2番目に戦った魔宴参加者であり、幻惑の魔乖咒で相手を混乱させ、相手の心の隙をつく戦法を得意とする。その戦法でナイトを完全に手玉にとり、ヨルのトラウマをついて2人をギリギリまで追い詰める。最終的にナイトとヨルを即死させたものの、ナイトの中にいた謎の存在の手によって目玉を抉られ、秒殺されてしまう。
「千里眼（センリガン）」と「邪眼（ジャガン）」と呼ばれる2つの魔乖咒が使える。「千里眼」はどんなに遠く、どんなところに隠されたものでも見ることができる魔乖咒。人間の思考や記憶すらも見ることが可能。だがナイトの力の秘密だけは「千里眼」でも見えないらしい。「邪眼」は視線を合わせた相手を呪殺する魔乖咒。眼を合わせなければ即死は防げるらしいが、眼がないはずの植物も「邪眼」の力で枯れてしまった。ミハイルの場合、「千里眼」と「邪眼」を併用することであらゆる相手を即死させることができる。ナイト曰く「ほとんど反則」。この2つが使える魔乖術師は本家でもミハイル一人である。
常に丁寧な口調で話し、物腰は柔らかく慇懃な態度を崩さない。だが人を人とも思わない非人道的な性格で、他人に対して冷笑的な人間である。後に妹のマイに対しては気さくで、かなりのシスコンであったことが判明する。
日本に来てナイトたちと戦ったのは、本当は日本で魔宴の秘密に関わるあるものを探す為だったことが後に判明。また死ぬ前に遺言らしきメッセージを残しており、その中で妹のマイに「兄の復讐など考えず、自分のやりたいことをしなさい」と書き、最後まで妹のことを気にかけていた模様である。
マイ・ヴィラ・ヴィ・ジル・ダ・フィッティヴァルホック
「偽」の魔乖術師で暗殺者。ミハイルの異母妹。マイは連れ子のため、ミハイルと血のつながりはない。外見は10歳前後の少女。日本人の顔の区別ができない。緊張するとセリフを噛んでしまう。
当初兄の敵であり、はぐれ魔乖術師であるナイトを暗殺しに来たが、ナイトと勘違いしてキョウシロウを殺そうとして、逆に死にかける。だが危ないところをナイトに助けられ、ナイトと共に行動することになる。だが実はその段階でナイトの正体に気づき、密かにナイトの命を狙って行動していたが、そのことごとくをそばにいたナナ（正確にはナナの中にいたアイリス）にジャマされ、最終的にアイリスの脅しに屈して逃げ出すことになる。
性格はかなりワガママで高圧的。従者であるセバスをアゴで使っているが、実際はセバスにいいようにあしらわれてしまう場面も多々ある。非力な少女であるが、非力であることは相手に警戒されない為、暗殺者にとってはむしろプラスの要素であるらしい。戦闘では毒針を使用。作中では目立った戦果は上げていないが、暗殺者として相手の力量を見極める眼力は優れている。戦闘力は不明だが、暗殺者としてはそれなりに優秀だった。
最後はセバスと共に本家へ戻ったところをキョウシロウに襲われ、その後の生死は不明。
セバス
「偽」の魔乖術師で暗殺者。マイの従者である。長身で糸目の男。常に無表情で感情を表に出さない。本名はちゃんとあるが、マイが「セバス」というあだ名で呼ぶ内に周囲の人間から「セバス」が本名だと思われるようになった。本名は不明だが、「セバス」という単語をどこにも含まない名前らしい。なぜマイが「セバス」と呼ぶようになったか、経緯は不明。
元々はフィッティヴァルホック家の遠縁にあたる血筋で、本家の使い走りだった。だが暗殺者として非凡な才能があったところをミハイルに見いだされ、抜擢される。そのためミハイルに対し、強い忠誠心を持っている。魔乖術師の障壁を無効化する特殊な銃弾を作る技術を持っている。
暗殺者として非常に優秀で、魔乖術師の慢心をつく戦法を得意としている。実際魔乖咒を使うことなく、罠を活用することでヨルを殺してしまう。だが、その後復活したヨルの前に敗北。
登場当初、主であるマイのことを小馬鹿にするような言動や態度が見られたが、実際はマイに対しても強い忠誠心を持っており、マイのピンチに駆けつけて体を張ってマイを護る場面も見られた。
最後はマイと共に本家へ戻ったところをキョウシロウに襲われ、その後の生死は不明。

#### 「歪」
クライン家によって支配されている。「歪」は万物をねじ曲げる魔乖咒である。また、人の心さえねじ曲げる事ができる。「歪」の魔乖術師は精神的に不安定な人間が多いのが特徴である。魔道書は「歪みし世界樹の紙片（ユガみしセカイジュのシヘン）」。
ナナ
ナイトとその仲間（前述）を参照。
エリザベート・ゾフィー・ジノ・クライン
「歪」クライン家の当主。「狂濫の螺刃（キョウランのネジ）」の異名を持つ魔乖術師で、史上最悪最低、最狂の魔乖術師と言われる悪名高い存在。精神的に不安定な人間の多い「歪」の中でも異端児と呼ばれるほどの人物。年齢は23歳前後。
180センチを超える身長を持つ長身の女性で、性格は派手好み。ミハイルを遙かに上回るほどの非人道的性格。気に入らない相手は躊躇うことなく殺す。自分以外の人間に小石ほどの価値もあると思っていない、どうしようもないほどの狂人。
十年前、当時当主だった父親を殺し、自身が当主になる。その時反逆を恐れ、「歪」に所属する有能な魔乖術師を皆殺しにしてしまう。その為「歪」には彼女以外に優秀な魔乖術師が存在しない。
空間をねじ曲げ、一瞬で移動する空間跳躍を使用可能。魔乖術師としてはかなり優秀。その実力は、激昂して襲いかかるナイトを片手で軽くあしらい、八祖の当主クラス5人を一方的に惨殺し、「闇」本家を簡単に壊滅させるほどである。
当初ナナを魔宴に参加させたが、それはナイトやヨルを始末する為の罠で、失敗したと知るやナナを殺す。その件の責任をとる形で自身が魔宴参加者として登録されるが、それも全ては彼女の計画だったようである。また、ナナを長年殺すことなく手元に置いておくなど、ナナに特別強い執着を持っていたように見えるが。それは、万が一のときに備え、いつでもナナに自分の魂を移せるために、最後の切り札として手元に置いていた。
作者によれば、三巻、四巻、五巻は明示されてはいないがエリザベート編三部作という位置づけになるらしく、エリザベートはそのボスキャラ。悪役、敵役が好きな作者は、エリザベートに強い思い入れを持っているようである。

#### 「時」
クロノ家によって支配されている。「時」は時間の巻き戻し等の、時間を操る魔乖咒と思われる。エリザベートによると、「時」本家には優秀な魔乖術師がいないらしい。
カジミェシュ・リヒャルト・カイエン
「時」を代表する魔宴参加者。「地刻時獄（ジコクジゴク）」の異名を持つ。自分自身の時を停止させることで魔宴に勝とうとするが、サクラリスに殺される。

#### 「異」
ゾルグ家によって支配されている。「異」はものごとの境界を操る魔乖咒である。特殊環境対応型の補助魔乖咒で、八祖八系統の中で一番難易度が高いとされている。魔道書は「如何なる異界の怪書（イカなるイカイのカイショ）」。
サクラリス・アリヤ・ゾルグ
「異」を代表する魔宴参加者。「天才」の二つ名を持ち、魔宴の優勝候補に上げられる優秀な魔乖術師。外見はナイトと同年代。人に無機的な印象を与える。
魔乖術師として非常に秀でており、ナイトやヨルの数段階上の技術を持ちほぼ恒常的に第四咒法を使う、フェンとキョウシロウの2人を相手取り難なく別次元に幽閉する、街一つの位相を予めずらしておく等、桁違いの実力を持つ。表社会でも数百個くらいの特許を取得していて47もの会社をもち、まさしく「天才」の二つ名に恥じぬあふれんばかりの才気を誇る。
反面、あらゆる物事を知識として知っているために、情緒面が未発達で会話も論理的ではあるが、感情は篭もっていないため見下したような印象をあたえる。だが、本人に悪気はない（そもそも他人に関心がない）。価値観も常人とは逸脱しており、「異」の魔道書すら交渉材料として使おうとするほど。本人曰く人の喜怒哀楽が理解出来ないらしい。魔宴には全く興味がなく本家の泣き寝入りで参加したとのこと。そのため最後の一人とだけ戦うつもりだった。その間は暇潰しをしていたが殆ど遣り尽してしまい、最後に残った友達を作ることを目的としてナイトに接触してきた。
実は女の子でありヨルからは危険視されている。外見も魔乖咒によっていじったもので、実年齢は5歳にしかならずナイト達を驚愕させた。
その桁外れの実力故に源祖に目をつけられ、一時源祖の魂の器として利用されることになるが、ナイトの手によって源祖と分断され、救出される。だがその後、始祖の自爆からナイト達を守るため自爆に巻き込まれ、肉体を一度完全に失うことになる。始祖の手によって復活を遂げるが、魔力や知性、知識のほとんどを失い、年齢相応の普通の少女となってしまう。
だがその天才的な才能は消えておらず、ナイトの祖父の手ほどきを受け、たった一日でナイトと互角の剣技を身につけるなど、非凡さを発揮する。祖父によれば、サクラリスはナイト以上に剣の才能を持っているという。
最終決戦に参加するつもりでナイトの後を追うが、それはナイトの祖父の手によって妨害される。その時「祖父に一太刀でもいれることができたら絶端の名前をもらえる」と約束をして祖父と一戦交え、大ケガを負いながらも一太刀入れることに成功する。
その後は祖父の弟子となり、養女として育てられることとなったため、ナイトの叔母にあたる。祖父からは絶端 進人（たちばな あどばんすど）の名前を与えられるが、その名は気に入らず、本人は絶端 桜（たちばな さくら）と名乗っている。

#### 「無」
第四巻の中央審議会で参加していないカナンという家が支配していると思われるが詳細は不明。
「　　　　　　」
参加者名簿に空白のまま載せられた参加者。二つ名は「　　　（ナナシ）」。自分自身の存在を魔乖咒で消すことで魔宴に勝とうとするが、サクラリスに殺される。

#### 「■」
既に絶えた系統。そのため「■」の魔乖術師は存在しない。日本で確認されたのを最後に途絶えたらしい。「■」の始祖の名前から、「夢」であったと思われる。
■■■■■■■■■■■■
参加者名簿に塗りつぶされて載せられていた。詳細は不明。

#### 源祖
魔乖咒の根源。八祖の源流である始祖を生み出した存在であり、魔宴の原因。魔乖咒の根源であるためその力は強大であり、小宇宙や特異点を生みだし、操る実力を持つ。背の高い美丈夫であり、5万年の間、祭壇の中に封印されていた。本名は一度も出ることがなかった。
魔術師の支配する太古の世界で、（本人曰く）退屈しのぎに魔乖咒を生み出す。その魔乖咒の力で魔術師と戦うことになるが、本人は当初、魔術師と望んで戦ってはいなかった様子が描写されている。だが戦いの中で同胞を殺され、魔術師を激しく憎むようになり、始祖に説得される形で、全面戦争に発展していくこととなる。
最終的には自分たちが暮らしていた大陸ごと魔術師をこの世から消滅させるが、魔乖術師も大半が死に絶え、自身も力の大半を失ってしまう結果となる。
その後はわずかに残った魔乖術師を集め、未開の土地で生きていくが、生き残った人類は困窮し、戦争の原因であった源祖に対する不満を募らせていく。源祖が力を失ったために全ての魔乖術師が弱体化していくこととなり、八祖は源祖を祭壇に封印して源祖の意識を奪い、魔力のみを取り出すことで弱体化を食い止めようとした。だが源祖は力を失ったとはいえ並の魔乖術師では太刀打ちできない力を持っており、当時の八祖を返り討ちとしてしまい、それが原因で始祖とも対立することとなってしまう。
自分の子孫のあまりの身勝手さと自分自身への怒りから人類全てを憎み、根絶やしにしようと企むが、始祖の手によって祭壇に封印されることとなる。
5万年の月日と魔宴の効果でその憎悪は弱まり、わずかに残った憎悪の思いも最終的には消え去り、現代に完全復活する。だが人間らしい感情すらも失ったために、巨大な喪失感から、（本人曰く）なんとなく人類を滅亡させようと企む。
ナイト曰く、知り合いに拒絶されたためにやけっぱちになったガキ。
最後はナイトとの勝負に敗れるが、絶大な力を持っていた魔術師や自分自身すらも惨めな最期をむかえたことを引き合いに出し、人類や魔乖術師もいつかは同様の最期を迎えると呪いながら、消滅する。

### 魔女猟人（ヤクト・ヘクス）
魔乖術師を狩る存在。魔乖術師のアンチ・テーゼ。世界から魔乖術師を抹殺しようとする過激派。魔乖咒は使えないが、魔乖咒への対抗手段を多く持っている。紀元前のローマ帝国に起源は遡り、中世の魔女狩り等、欧州の異種族の弾圧運動を操っていた組織。
だがその実体は、魔乖術師である「滅」ヘルブスト家が、自分たちに反抗する人間を支配するために設立した組織。構成員は無論、他の魔乖術師の多くもその事実に気づいていないようである。だがエリザベートは何らかの手段でその情報を得ていた。
優秀な構成員には、獣の名が冠せられた二つ名が与えられる。

#### 一般構成員
マシュー・インテンシア
「飢えた猟犬」の異名を持つ猟人（かりうど）。過去に100人近い魔乖術士を葬ってきた優秀な猟人だったが、アイリスに不意をつかれ瀕死。その後気力でアイリスに反撃するが、返り討ちになって死亡。

#### 五聖竜（ごせいりゅう）
「魔女猟人」において最高の実力者であり、竜の二つ名を与えられた5人。魔乖咒とは別種の異能を操り、その実力は一人が万軍に値し、狙われて生きていられた魔乖術師は存在しない。また実戦部隊である「五聖竜」には、「魔女猟人」を運営するヘルブスト家の影響も及ばないようである。
突然変異によって異能力を得た存在であり、魔術師と同種の存在。「炎（エン）」「剣（ケン）」「鉄（テツ）」「天（テン）」「神（シン）」の5人がいる。
「炎」
「五聖竜」のメンバー。フルネームはフェン・ロン・ファン。漢字表記は「馮龍範」。本名か偽名かははっきりしない。日本人ではない東洋人らしい。「灼熱の炎龍帝（しゃくねつのえんりゅうてい）」の異名を持つ男。自分では「炎を呼ぶ男」と名乗っていた。
白いスーツに白い中折れ帽をかぶった姿でいることが多く、身長は190センチ以上ある。ローマ字混じりのキザな口調、キザな態度が特徴であり、飄々とした人物。異名の通り炎を操る異能を持ち、なにより戦うことが好き。だが女子供は殺さない主義らしく、本来は殺すべきだった杏子を見逃したこともある。いつかナイトと戦うことを楽しみにしている。
考え方の違いから「神」と対立し、五聖竜を抜けることとなる。キョウシロウのことはケンカ友達と思っており、仲間意識を持っていたため、キョウシロウの仇であるアイリスに勝負を挑む。だが返り討ちにあい、ナイトと戦えないことを悔やみながら死ぬこととなる。
「剣」
「五聖竜」のメンバー。名はシチガイ・キョウシロウ。「斬壕の剣竜王（ざんごうのけんりゅうおう）」の異名を持つ男。虚空から剣を生み出す異能と殺されても生き返る異能を持つ。ざんばら髪で頬に傷があり、目つきが異様に悪い。年寄り臭い口調だが、フェンと同い年くらいの若い男。
なにより戦うことが好きで、相手が女子供であっても容赦はしない。「五聖竜」の中で最高の戦闘力を持ち、その力は仲間からも恐れられるほど。普段は割りと冷静だが、強敵と戦って本気になると、見境なく貪欲に戦いを求めるようになる。無頼者で似たところのある「炎」とは比較的仲がいいようである。
かなりの実力者で、世界最高の剣客である「七剣八刀」の一人を斬り殺すほどの力を持つ。初登場時にはナイト、ヨル、ナナの3人と同時に戦いながらヨルとナイトを瀕死状態まで追い込む。限界を超えた力を引き出して捨て身で攻撃するナイトの前に敗れるが、不死身の異能でその後難なく復活。3人と戦ったとき、キョウシロウは手加減していて実力の一割も出していなかったと告白する。さらにその後「偽」の本家を壊滅させてしまう等、桁外れの実力を見せつける。
「鉄」
「五聖竜」のメンバー。「神」の護衛役。詳細不明。
「天」
「五聖竜」のメンバー。詳細不明
「神」
「五聖竜」のメンバーで盟主。「終末の焉竜神（しゅうまつのえんりゅうしん）」と呼ばれる人物。5人のリーダー的存在。「〜でございます」という丁寧な口調が口癖。奥から指示を出す指揮官タイプの人間で、無頼者の「炎」や「剣」の内心を把握できておらず、折り合いがよくない。護衛役の「鉄」以外のメンバーを捨て駒程度にしか思っていないらしい。
源祖が持つ「星辰の金貨」を手に入れることを目標としていた。源祖がナイトの手によって倒されたために将来的に魔乖術師は弱体化していくと予測し、現在戦うのは得策ではないと考え、戦わぬまま地下に潜ることを決意する。

### 斯界の剣轟（しかいのけんごう）
「八祖の禍家」「魔女猟人」と並ぶ裏社会の一大勢力。数百人ほどの小規模の集団だが、戦闘力は裏社会でトップ。強くなりすぎた剣士が、戦う相手を求めて集まった集団。

#### 七剣八刀（ソード・オブ・ブレイド）
「斯界の剣轟」の中で最高の実力を持つ、世界最強の15人の剣客。その実力は一本の刀で山脈を砕き、海洋を断ち切ると言われている。まさにバケモノ。もともとは、15振りの刀剣のことを指すが、次第に15人の剣士のことを「七剣八刀」と呼ぶようになった。「七剣八刀」には序列があり、1つ上がるだけで実力に雲泥の差が出る。ちなみに、キョウシロウが切り殺した剣士は序列15位の「万夫不刀（バンプフトウ）」の持ち主。つまり一番弱い。

### 絶端流剣術（たちばなりゅうけんじゅつ）
幻の流派と呼ばれる剣術であり、歴代の「七剣八刀」に名を連ねてきた。
絶端 剣人（たちばな そうど）
絶端家の当主。ナイトの実の祖父であり、ナイトの後見人兼保護者。作中では単に「祖父」と表記されており、名前は一度だけナイトが語ったことがあるのみである。外見は50代くらいで、白髭をはやした白髪の老人。他人のスキを見つけると反射的に斬りかかるという危険人物であり、かなり破天荒な性格。人の話をよく聞かない理不尽で不条理な人間。剣の腕は並外れており、作中における最強キャラの一人。
海外にいるナイトの両親に変わって、子供の頃のナイトを育てていた人物。だが、ナイトが魔乖咒を覚えたことが原因で仲違いをして、以来ナイトとは滅多に顔を合わせない関係となってしまう。だが追い詰められたナイトに修行をつけてやったり、ナイトに顔を出すようサクラリスに伝言を頼むなど、孫であるナイトのことを自分なりに気遣う面もある。
アイリスとは旧知の仲であり、互いの実力を認め合う仲。後にサクラリスを引き取って、養女とする。
絶端 進人（たちばな あどばんすど）
「異」のサクラリス・アリヤ・ゾルグ（前述）を参照。
絶端 刀人（たちばな ぶれいど）
ナイトの親。父親か母親かは明記されていない。ナイトの祖父によれば、負けん気の強い性格だったらしい。
絶端 爆人（たちばな ぶらすと）
ナイトの兄弟子。現在消息不明。
絶端 嵐人（たちばな てんぺすと）
ナイトの叔父。故人
絶端 優人（たちばな えくせれんと）
ナイトの祖父が昔飼っていた犬。

## 用語集
魔乖咒（まかいじゅ）
異界の力を引き出して使う技術のこと。魔乖咒を使う人間を魔乖術師（まかいじゅつし）と呼ぶ。魔乖咒と魔法は全くの別物。
魔乖咒はその効果によって、「滅（メツ）」「闇（ヤミ）」「偽（ニセ）」「歪（ワイ）」「時（トキ）」「異（イ）」「無（ム）」「■」の8つの系統に分けられ、それぞれの系統はそれぞれに対応した〈八祖の禍家（ヤソのマガヤ）〉と呼ばれる八つの家によって支配されている。ただし「■」はすでに血筋が途絶え、現在は存在しない。また、8つの系統はそれぞれが得意とする相手、苦手とする相手を持つ。
魔乖術師は自分の所属する系統の魔乖咒を学び、他の系統の魔乖咒を使うことはできない。これは系統の違う魔力同士が反発し、人間の体はそれに耐えられない為である。
魔乖咒はその威力や規模によっていくつかの段階に分かれている。その段階を下から順に第一咒法、第二咒法、第三咒法と呼称する。一つ段階が上がると難易度は格段に上昇する。最も基本的な第一咒法で、習得に三年必要とされている。また平均的な魔乖術師は第二咒法、あるいは第三咒法までしか身につけることはできない。以下に、それぞれの段階を説明する。
第一咒法：魔乖咒の基本。自然界の四大要素、火、水、風、土の力を操る。第一咒法は8つの系統で共通。
第二咒法：この段階以降系統によって差が出てくる。第二咒法は自己強化の魔乖咒である。
第三咒法：魔力の物質化。魔乖咒で引き出したエネルギーを固めて、武器などを精製する。
第四咒法：強力な攻性魔乖咒。一撃で核兵器にも匹敵する威力がある。
第五咒法：世界をも改変させる力。
作中では第五咒法までが確認されている。これより上の段階があるのかは不明。
八祖の禍家
「アハト・シュレクト・フォルファレン」または「ヤソのマガヤ」と発音する。魔乖術師の根本である指導者的存在。魔乖咒の8つの系統を守る8つの家のことである。作中では単に「八祖」と表記されることが多い。
絢爛なる魔宴
「プラクトフォル・バンケット」または「けんらんなるまえん」と発音する。八祖それぞれを代表する8人の魔乖術師が最強の魔乖術師を決める為に戦うバトルロイヤルである。勝ち残った優勝者には「魔王（エルケーニッヒ）」の称号が与えられる。作中では単に「魔宴」と表記されることが多い。
参加者は各八祖から1名ずつ。他の魔乖術師の手助けは認められず、違反者には罰則規定がある。
作中で展開される魔宴は第17回。事前情報による第17回における優勝候補は「滅」「闇」「異」の3名。第16回の優勝者は「闇」。
現代では八祖の指導者を決めるための儀式と認識されているが、元々は「星辰の祭壇」にある源祖の封印が弱まったとき、再封印を施すための儀式である。八祖の代表者、8名の魂を生け贄に捧げることで、源祖の魂の憎しみを消す効果がある。魔宴を繰り返すことでやがては源祖の憎しみは消え去ることとなり、そうなったとき源祖は復活して、魔乖術師は繁栄するとされていた。だが長い年月がたつうちにその由来は忘れられ、八祖の当主達もくわしい事情は知らないまま魔宴を繰り返すこととなってしまった。
「魔王（エルケーニッヒ）」
魔宴の優勝者に与えられる称号だが、本来は、源祖の配下である八人の魔乖術師を指す。彼らは元々は源祖に仕える騎士だったが、源祖によって魔乖咒の力を分け与えられ、「魔王」と呼ばれる存在となる。その八人が八祖の源流であり、区別するために始祖とも呼ばれる。
星辰の祭壇
ナイトが住む赤霧市の地下深くに隠された祭壇。源祖を奉った祭壇であり、祭壇の中には源祖と、「星辰の金貨」が封印されている。
星辰の金貨
世界の因果の結晶。もともとは魔術師の力の源だったが、源祖が奪い、その力を解析することで魔乖咒が生み出された。
魔術師（まじゅつし）
5万年前、太古の地球を支配していたとされる種族。突然変異によって誕生した超能力者であり、生まれながらに異能を操る力を持つ。7人の「古大主（コダイシュ）」と呼ばれる上位種によって統治されていた。
傲慢な種族で、魔術師は自分たち以外の人類を家畜と見なしていた。だが源祖によれば、魔術師は優れた為政者であり、魔術師の支配する世界は理想郷であったとされる。
最終的に被支配者階級であった人類が魔乖咒という、魔術師に対抗する力を身につけたことを発端として、魔術師と魔乖術師の全面戦争が勃発。魔術師は魔乖術師に敗北し、全滅する。

## 既刊一覧
- 八街歩（著）・深崎暮人（イラスト）、富士見書房〈富士見ファンタジア文庫〉、全9巻
  - 『ぼくと彼女に降る夜 ナイトサクセサー〜夜を継ぐ者』、2007年3月20日発売[6]、ISBN 9784829119105
  - 『ぼくと彼女に降る夜 フェイクマスター〜虚夢を語る者』、2008年2月20日発売[7]、ISBN 9784829132647
  - 『ぼくと彼女に降る夜 フールジェスター〜道化る愚か者』、2008年7月19日発売[8]、ISBN 9784829133125
  - 『ぼくと彼女に降る夜 ザ・パーティー〜生贄をふるうモノ』、2008年11月20日発売[9]、ISBN 9784829133569
  - 『ぼくと彼女に降る夜 ルナティック・ルーラー〜狂濫を征する者』、2009年3月19日発売[10]、ISBN 9784829133880
  - 『ぼくと彼女に降る夜 デッドエンド・ランナー〜滅亡に向かう者』、2009年7月18日発売[11]、ISBN 9784829134245
  - 『ぼくと彼女に降る夜 ガールズ・メイク・クライ〜偽りを慟哭する者』、2009年11月20日発売[12]、ISBN 9784829134672
  - 『ぼくと彼女に降る夜 アビリティー・ゼロ〜からっぽの未来』、2010年3月20日発売[13]、ISBN 9784829135082
  - 『ぼくと彼女に降る夜 スピリッツサクセサー〜後継者たち』、2010年8月20日発売[14]、ISBN 9784829135600